# Európai Filmdíjak 1992
A 5. Európai Filmdíj-átadó ünnepséget (5th European Film Awards) ~ a díj akkori neve után Felix-gálát – 1992. november 25-én tartották meg a potsdami Babelsberg Stúdióban. A gálán a tagországok által nevezett, az év folyamán hivatalosan bemutatott alkotások közül az Európai Filmakadémia zsűrije által legjobbnak tartott filmeket, illetve alkotóikat részesítették elismerésben. Az est két házigazdája Senta Berger osztrák színésznő, filmproducer, valamint Ben Kingsley brit színész volt.
A legtöbb jelölést (hármat-hármat) a francia Leos Carax romantikus filmdrámája, a A Pont-Neuf szerelmesei, valamint a finn Aki Kaurismäki által finn -francia-svéd-német koprodukcióban rendezett Bohémélet kapta. Két-két jelöléssel követte őket az olasz Gianni Amelio A gyermekrabló című drámája és a dán Lars von Trier 1991-es cannes-i filmfesztiválon a zsűri díját és a technikai nagydíjat elnyert rendezői filmje az Európa.
A díjazásban a papírforma érvényesült: az év legjobb európai filmje A gyermekrabló lett, A Pont-Neuf szerelmesei a 3 jelölésből elnyerte a legjobb színésznőnek (Juliette Binoche) járó Felixet, és hozzá még további kettőt, a legjobb operatőrét és a legjobb vágóét. Kaurismäki fekete-fehér filmjének két férfi szereplője kapott elismerést. Nagyon jól szerepelt a második nagyjátékfilmjével bemutatkozó holland rendező, Alex van Warmerdam Északiak című tragikomédiája: a legjobb újoncfilm lett, s nyerni tudott a legjobb látványtervezői és a zeneszerzői kategóriákban is.
A magyar filmművészetet Szabó István Édes Emma, drága Böbe című Ezüst Medve díjas alkotása képviselte; főszereplőjét a holland Johanna ter Steeget az év legjobb európai színésznőjének jelölték, maga a rendező pedig Felix szobrocskát vehetett át – legjobb forgatókönyvíróként – a svéd színész-rendező Erland Josephsontól.

## Díjazottak és jelöltek
| „Díjazott” – szürkéskék háttérrel   |
| „Jelölt” – világos szürke háttérrel |

### Az év legjobb európai filmje
| Magyar címe             | Eredeti címe            | Rendező        | Ország        |
| ----------------------- | ----------------------- | -------------- | ------------- |
| A gyermekrabló          | Il ladro di bambini     | Gianni Amelio  | Olaszország   |
| A Pont-Neuf szerelmesei | Les amants du Pont-Neuf | Leos Carax     | Franciaország |
| Bohémélet               | La vie de bohème        | Aki Kaurismäki | Franciaország |

### Az év legjobb európai újoncfilmje
| Magyar címe | Eredeti címe     | Rendező            | Ország        |
| ----------- | ---------------- | ------------------ | ------------- |
| Északiak    | De Noorderlingen | Alex van Warmerdam | Hollandia     |
| –––         | Nord             | Xavier Beauvois    | Franciaország |
| –––         | Trys dienos      | Šarūnas Bartas     | ()            |

### Az év legjobb európai színésznője
| Nyertesek és jelöltek | Magyar címe             | Eredeti címe            |
| --------------------- | ----------------------- | ----------------------- |
| Juliette Binoche      | A Pont-Neuf szerelmesei | Les amants du Pont-Neuf |
| Johanna ter Steege    | Édes Emma, drága Böbe   | Édes Emma, drága Böbe   |
| Barbara Sukowa        | Európa                  | Europa                  |

### Az év legjobb európai színésze
| Nyertesek és jelöltek | Magyar címe             | Eredeti címe            |
| --------------------- | ----------------------- | ----------------------- |
| Matti Pellonpää       | Bohémélet               | La vie de bohème        |
| Denis Lavant          | A Pont-Neuf szerelmesei | Les amants du Pont-Neuf |
| Enrico Lo Verso       | A gyermekrabló          | Il ladro di bambini     |

### Az év legjobb európai mellékszereplő színésznője
| Nyertesek és jelöltek | Magyar címe | Eredeti címe              |
| --------------------- | ----------- | ------------------------- |
| Ghita Nørby           | –––         | Freud flyttar hemifrån... |
| Bulle Ogier           | Észak       | Nord                      |
| Évelyne Didi          | Bohémélet   | La vie de bohème          |

### Az év legjobb európai mellékszereplő színésze
| Nyertesek és jelöltek | Magyar címe | Eredeti címe     |
| --------------------- | ----------- | ---------------- |
| André Wilms           | Bohémélet   | La vie de bohème |
| Väino Laes            | –––         | Rahu tänav       |
| Ernst-Hugo Järegård   | Európa      | Europa           |

### Az év legjobb forgatókönyvírója
| Nyertesek és jelöltek | Magyar címe           | Eredeti címe          |
| --------------------- | --------------------- | --------------------- |
| Szabó István          | Édes Emma, drága Böbe | Édes Emma, drága Böbe |

### Az év legjobb európai operatőre
| Jean-Yves Escoffier   | A Pont-Neuf szerelmesei | Les amants du Pont-Neuf |
| Több jelölt nem volt. |                         |                         |

### Az év legjobb európai vágója
| Nyertesek és jelöltek | Magyar címe             | Eredeti címe            |
| --------------------- | ----------------------- | ----------------------- |
| Nelly Quettier        | A Pont-Neuf szerelmesei | Les amants du Pont-Neuf |

### Az év legjobb európai látványtervezője
| Nyertesek és jelöltek | Magyar címe | Eredeti címe     |
| --------------------- | ----------- | ---------------- |
| Rikke Jelier          | Északiak    | De Noorderlingen |

### Az év legjobb európai zeneszerzője
| Nyertesek és jelöltek | Magyar címe | Eredeti címe     |
| --------------------- | ----------- | ---------------- |
| Vincent van Warmerdam | Északiak    | De Noorderlingen |

### Az EFT életműdíja
| Díjazott     | Foglalkozás | Ország                      |
| ------------ | ----------- | --------------------------- |
| Billy Wilder | filmrendező | Ausztria · Egyesült Államok |

### Az Európai Filmakadémia érdemdíja
| Díjazott                         | Foglalkozás | Magyar cím | Eredeti cím |
| -------------------------------- | ----------- | ---------- | ----------- |
| a londoni Mozgókép Múzeum (MOMI) |             |            |             |

### Az év legjobb európai dokumentumfilmje
| Magyar címe | Eredeti címe                | Rendező        | Ország   |
| ----------- | --------------------------- | -------------- | -------- |
| –––         | Neregiu zeme (Земля слепых) | Audrius Stonys | Litvánia |

### A dokumentumfilmes zsűri külön dicsérete
| Díjazott          | Foglalkozás | Magyar cím | Eredeti cím          |
| ----------------- | ----------- | ---------- | -------------------- |
| Manu Bonmariage   | filmrendező | –––        | Les amants d'assises |
| Paweł Pawlikowski | filmrendező | –––        | Dostoevsky's Travels |